# Vallokal

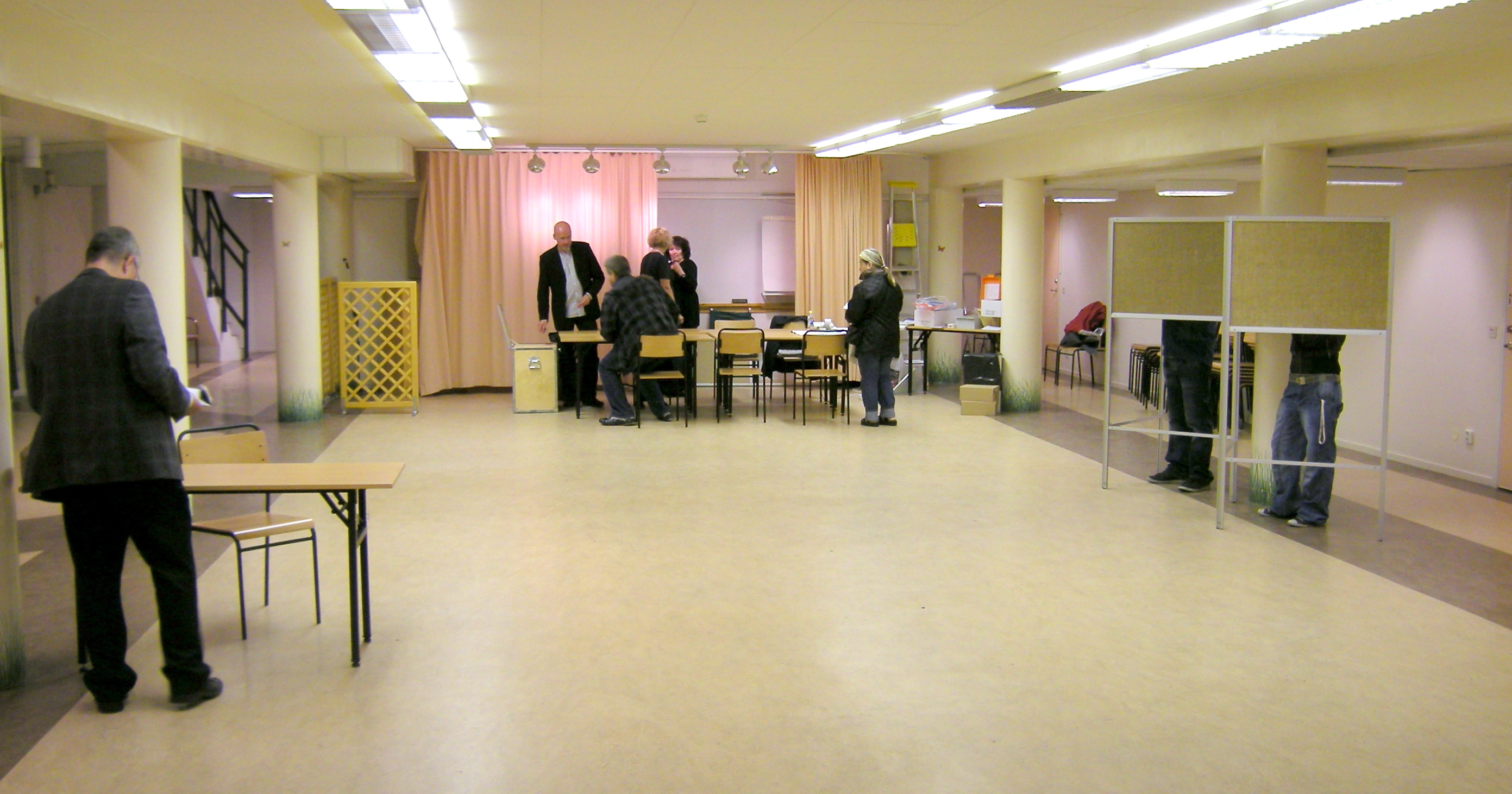
Vallokal i Borlänge vid 2010 års val till riksdag, landsting och kommun

Vallokal kallas den lokal i vilken röstberättigade kan avge sina röster i ett val. Föreslagen vallokal står alltid på det röstkort alla med rösträtt får.

## Sverige
Vallokaler till allmänna val i Sverige ordnas av valnämnden i varje kommun och är ofta naturliga samlingspunkter såsom skolor, Folkets hus eller dylikt. Vid val i Svenska kyrkan anordnas vallokalen ofta i församlingshem, kyrkolokaler eller förskolor tillhörande Svenska kyrkan. 
Enligt praxis får inga partiarbetare befinna sig i vallokalen, vilket gör att dessa samlas utanför för att dela ut röstsedlar och göra partireklam. 
I vallokalen skall det finnas röstsedlar för de partier som ställer upp i valet placerade likvärdigt och lättöverskådligt. Dessa är ofta placerade (i den mån det är möjligt) i ett förmak till själva vallokalen, främst för att inte oreda skall utbryta i vallokalen. I själva vallokalen finns det bås, ofta beklädda med grönt tyg, bakom vilka man stoppar ned sina röstsedlar i valkuvert. Efter detta tar valarbetare hand om kuverten och kontrollerar väljarens identitet varefter röstkuverten läggs i respektive rösturna. Det skall även finnas valarbetare som kan hjälpa och vägleda väljare samt dela ut röstkuvert. Vid riksdagsval i Sverige måste man rösta i den vallokal till vars valdistrikt man tillhör. 
Om man inte kan infinna sig på valdagen finns möjligheten att poströsta, vilket man gör i en så kallad poströstlokal. Dessa lokaler var tidigare ofta stationerade på postkontor men i och med dessas nedläggande runt om i Sverige är det vanligen biblioteken i kommunerna som tillhandahåller poströstlokaler. Poströstning har med tiden blivit mycket vanligt i Sverige. I de länder som inte räknas som västländer finns ofta bristfällig eller ingen folkbokföring vilket gör att ingen identifikation av väljare kan göras. För att undvika röstfusk och att personer röstar flera gånger ingår ofta tagandet av fingeravtryck men ofta även doppandet av ett finger i bläck.   
En undersökning från 2021 visade att 53 procent av svenskarna önskar att de kunde rösta på internet istället för att besöka en vallokal.